# Solemya
Solemyia ist die namengebende Gattung der Familie der Schotenmuscheln (Solemyidae) aus der Ordnung der Solemyida. 

## Merkmale
Die gleichklappigen, mäßig bis stark aufgeblähten (dicken) Gehäuse der Solemya-Arten sind länglich-eiförmig mit länglich-elliptischen Gehäusen oder haben Gehäuse mit weitgehend parallel verlaufenden Ventral- und Dorsalrand (gerundet rechteckig). Sie sind hinten und vorne abgerundet und klaffen sowohl am Hinter- wie auch am Vorderende. Sie sind mäßig bis stark ungleichseitig mit zum Hinterende verschobenen, kleinen und fast aufeinander stoßenden Wirbeln. Die maximale Länge beträgt 5,5 cm. Eine Lunula fehlt, dafür ist die Area vergleichsweise groß. Der Gehäuserand ist recht scharf und wird vom weit über die mineralische Schale überstehenden Periostracum gebildet. Das Ligament liegt intern zwischen und hinter den Wirbeln. Intern ist ein Ligamentträger (Chondrophore) ausgebildet, gelegentlich unterstützt durch eine radiale Rippe. Das Schloss ist zahnlos. 
Die weißliche Schale ist dünn und zerbrechlich und besteht aus zwei aragonitischen Schichten sowie dem fest an der mineralischen Schale haftenden, vergleichsweise dicken organischen Periostracum. Die innere aragonitische Schicht besteht aus Perlmutt-Plättchen, die äußere aragonitische Schicht aus einfachen, langen, radialen Prismen. Das Periostracum ist rotbraun mit dunklen oder grünlichen radialen Bändern. Die Oberfläche (des Periostracums) ist glatt und glänzend. Manche Arten besitzen breite radiale Rippen, die durch schmale und flache Streifen getrennt sind.
Die zwei Schließmuskeln sind ungleich groß; der vordere ist deutlich größer ist als der hintere Schließmuskel. Die Mantellinie ist nicht eingebuchtet, oft verwachsen und undeutlich. Der Wassereinstrom erfolgt über das Vorderende.

## Geographische Verbreitung und Lebensweise
Die Arten der Gattung Solemya sind weltweit in eher wärmeren Meeren verbreitet. Die Gelbe Schotenmuschel (Solemya togata) dringt bis nach Portugal und das Mittelmeer vor. Solemya borealis kommt im westlichen Atlantik bis auf die Höhe von Connecticut vor. Sie leben in eher flacheren Meeresgebieten (Gezeitenbereich bis etwa 600 Meter Wassertiefe) in Sedimenten mit einem hohen Anteil von organischem Material, die oft sauerstoffarm und reich an Schwefelwasserstoff sind. 
Viele (alle?) Arten der Gattung Solemya ernähren sich von chemoautotrophen, sulfidoxydierenden Bakterien im Kiemengewebe. Einige Arten sammeln auch mit Mundlappen Detritus und Mikroorganismen von der Sedimentoberfläche.

## Taxonomie
Die Gattung Solemya wurde 1818 von Jean-Baptiste de Lamarck aufgestellt. Typusart ist Solemya mediterranea Lamarck, 1818, ein jüngeres Synonym von Tellina togata Poli, 1795. Das World Register of Marine Species und die Paleobiology Datase ordnen der Gattung Solemya folgende rezenten und fossilen Arten zu:
- Gattung Solemya Lamarck, 1818
  - †Solemya abbreviata Frech, 1905 (Trias)
  - Solemya africana Martens, 1880
  - †Solemya angusta (Deshayes, 1830) (Lutetium)[5]
  - †Solemya angusticaudata Nagao, 1932[6]
  - Solemya atacama (Kuznetzov & Schileyko, 1984)
  - Solemya australis Lamarck, 1818
  - Solemya borealis Totten, 1834
  - †Solemya cuvieri Deshayes, 1858 (Lutetium)[5]
  - Solemya elarraichensis P. G. Oliver, Rodrigues & Cunha, 2011
  - Solemya flava Sato, Sasaki & Watanabe, 2013
  - †Solemya funingensis Guo, 1985 (Anisium)
  - †Solemya insignifica Eames, 1951 (Eozän)
  - †Solemya lomitensis Olsson, 1931 (Oligozän)
  - †Solemya miuraensis Kanie, 2002[6]
  - Solemya moretonensis J. D. Taylor, Glover & S. T. Williams, 2008
  - † Solemya murotoensis (Kobayashi, 1958)[6]
  - Solemya notialis Simone, 2009
  - Solemya occidentalis Deshayes, 1857
  - Solemya panamensis Dall, 1908
  - †Solemya parallella Beede & Rogers, 1899 (Eozän)
  - Solemya parkinsonii E. A. Smith, 1874
  - Solemya pervernicosa (Kuroda, 1948)
  - †Solemya petricoloides Lea, 1833 (Eozän)
  - Solemya pusilla Gould, 1861
  - †Solemya sulcifera Cooke, 1919 (Miozän)
  - †Solemya suprajurensis Hayami, 1959[6]
  - Solemya tagiri Okutani, Hashimoto & Miura, 2004
  - Solemya terraereginae Iredale, 1929
  - Gelbe Schotenmuschel (Solemya togata (Poli, 1791))
  - †Solenomya translineata Laseron, 1910 (Perm)
  - Solemya valvulus Carpenter, 1864
  - Solemya velesiana Iredale, 1931
  - Solemya velum Say, 1822
  - Solemya winckworthi Prashad, 1932

Die Gattung Solemya wird derzeit in sechs Untergattungen Solemya (Solemya), Solemya (Austrosolemya) Taylor et., 2008, Solemya (Petrasma) Dall, 1908, Solemya (Solemyarina) Iredale, Solemya (Pseudacharax) Huber, 2010 und Solemya (Zesolemya) Iredale, 1939 unterteilt. Nicht alle Arten lassen sich bisher einer dieser Untergattungen zuordnen. Zesolemya Iredale, 1939 wird von manchen Autoren auch als eigenständige Gattung geführt. Das World Register of Marine Species verzeichnet noch das jüngere Synonym Stephanopus Scacchi, 1836 sowie die unberechtigten Emendationen oder auch Falschschreibungen Solenimya Bowdich, 1822, Solenomya Children, 1823, Solenymia Swainson, 1840 und Solenymya Schaufuss, 1869.

## Belege